# 카보베르데의 경제
카보베르데의 경제는 상업, 무역, 교통, 공공 서비스에 초점을 맞춘 서비스 지향 경제이다. 카보베르데는 자원이 부족하고 극심한 가뭄을 겪은 작은 군도 국가다. 비가 오지 않아 농업이 어려워져 1년 중 대부분 4개 섬에만 제한된다. 카보베르데의 경제는 1990년대 후반부터 꾸준히 성장해 왔으며, 현재는 1994년 보츠와나에 이어 아프리카 국가로는 유일하게 평균적인 발전 국가로 평가받고 있다. 카보베르데는 포르투갈과 경제 전반에 걸쳐 상당한 협력을 맺고 있으며, 이로 인해 카보베르데의 통화(카보베르데 이스쿠두)를 포르투갈 이스쿠두와 연동시킨 뒤 1999년에 유로와 연동시켰다.

## 자원
식품의 약 75%가 수입 식품이다. 카보베르데는 매년 해외 원조와 이민자들의 송금에 의해 높은 무역 적자를 내고 있다. 1991년 민주신정부가 출범한 경제개혁은 민간부문을 발전시키고 외국인 투자를 유치해 경제를 다각화하기 위한 것이다. 1991년부터 정부가 추진해온 정책에는 외국인 투자자에 대한 공개 환영과 광범위한 민영화 프로그램이 포함되어 있다.
어패류가 풍부하고 소량이 수출된다. 카보베르데는 민델루, 프라이아, 살섬에 어류 가공 공장뿐만 아니라 냉동 저장 및 냉동 시설을 갖추고 있다. 그러나, 대부분 바닷가재와 참치 같은 어업 잠재력은 완전히 개발되지 않았다.
경제는 서비스 중심이고 상업, 교통, 공공서비스는 GDP의 70%를 차지한다. 인구의 35%가 농촌에 살고 있지만 2010년 GDP에서 농업이 차지하는 비중은 1995년 8.9%에 비해 9.2%에 불과하다.
카보베르데 정부는 시장경제와 민간부문의 발전, 관광, 경공업, 어업, 교통, 통신, 에너지 시설의 개발을 최우선 과제로 삼았다. 1994년~1995년 카보베르데는 총 5천만 달러의 외국인 투자를 받았는데, 그 중 50%는 산업, 19%는 관광, 31%는 어업과 서비스업에 투자했다. 2000년의 전망은 원조 흐름의 유지, 송금, 그리고 정부의 개발 프로그램의 추진력에 크게 좌우된다.

### 광업
광업은 그 나라 경제에 미미한 기여를 하고 있다. 그 나라의 광물 요구량의 대부분은 수입품이다. 2007년 기준으로, 광물 생산은 보아비스타섬, 살섬, 상비센트섬의 점토, 마이우섬의 석고 및 철광석, 보아비스타섬, 살섬, 상비센트섬의 석회석, 산투안탕섬의 포졸라나, 마이우섬의 소금 등으로 제한되었다. 카보베르데는 2007년 현재 천연가스나 석유 생산국이 아니다.

## 교통

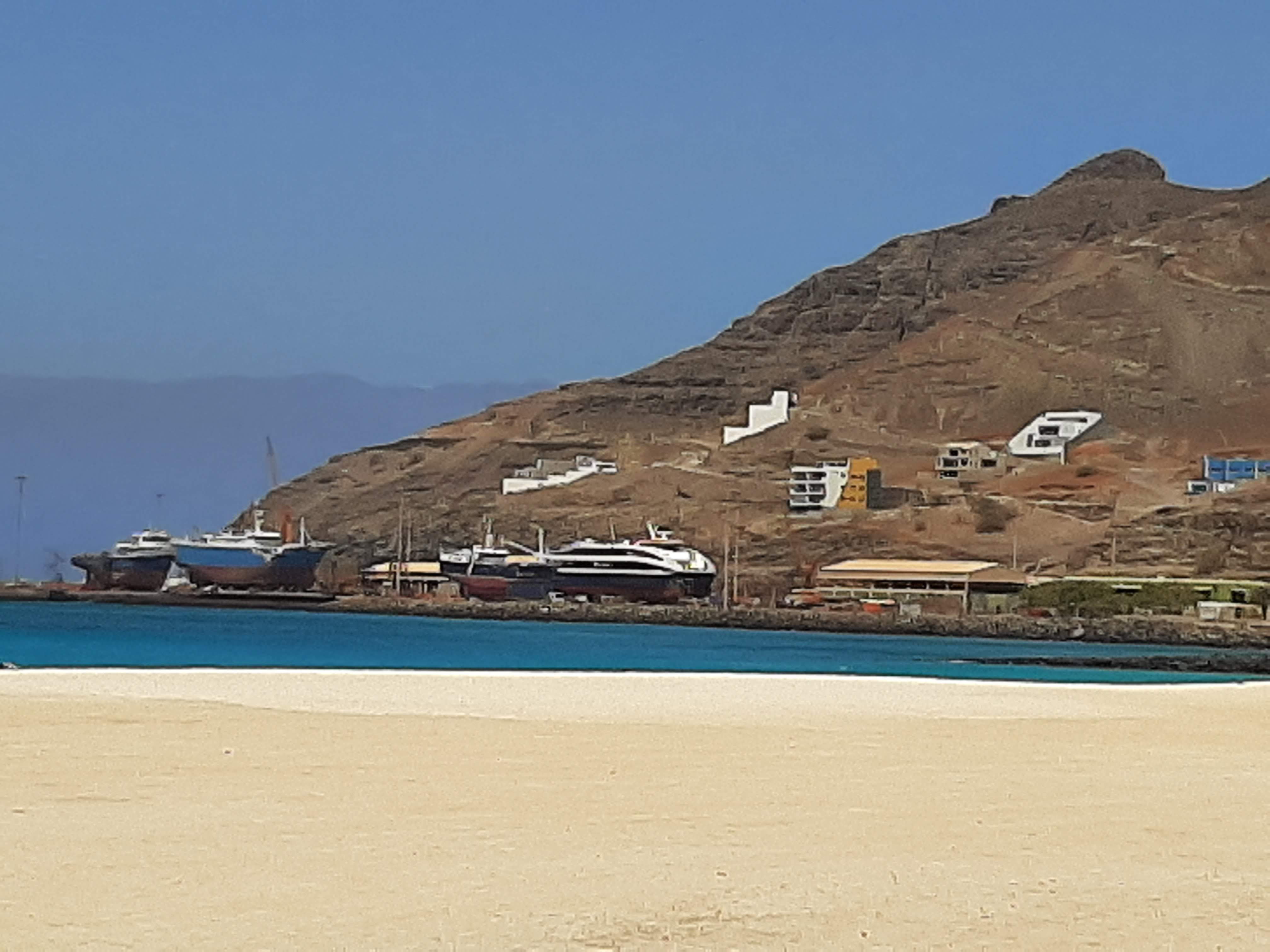
민델루 조선소

카보베르데는 민델루 항구(포르토 그란데)와 아밀카르 카브랄 국제공항의 대폭적인 개선으로 대서양 중부의 항공로와 해상 항로의 교차로에 있는 전략적 위치가 더욱 강화됐다. 민델루의 선박 수리 시설은 1983년에 문을 열었고, 민델루와 프라이아의 항구는 최근에 보수되었다. 주요 항구는 민델로섬과 프라이아 섬이지만, 다른 섬들은 모두 작은 항구 시설을 갖추고 있으며, 그 중 일부는 가까운 시일 내에 확장될 예정이다. 아밀카르 카브랄 국제공항 외에도 가장 작은 섬 브라바를 제외한 모든 사람이 거주하는 섬에 공항이 위치해 있지만, 너무 위험하다고 판단돼 몇 차례 착륙 시도 끝에 폐쇄됐다. 이 군도에는 3,050km의 도로가 있으며, 그 중 1,010km는 포장되어 있다. 새로운 프라이아 국제공항은 현재 운영 중이다.

## 같이 보기
- 카보베르데 이스쿠두
- 유엔 아프리카 경제 위원회